# Zahirabad-e Nahr Mijan
Zahirabad-e Nahr Mijan (perski: ظهيرابادنهرميان) – wieś w Iranie, w ostanie Markazi. W 2006 roku miejscowość liczyła 249 mieszkańców w 56 rodzinach.